# Mathias Lillmåns
Mathias Lillmåns, også kendt som Vreth, er en finsk musiker, bedst kendt som den nuværende sanger i folk metal-bandet Finntroll. Lillmåns kom med i bandet i 2006. 
Han er eller har også været aktiv i flere andre bands, deriblandt Carnaticum, Chthonian, Degenerate og Twilight Moon.